# کانتارکس
کانتارکس (به انگلیسی: Contarex) یک دوربین عکاسی ساخت شرکت کانتارکس است.